# Aleksandr Kabanov
Aleksandr Sergeevič Kabanov (in russo Александр Сергеевич Кабанов?; Mosca, 11 giugno 1948 – Kremënki, 30 giugno 2020) è stato un pallanuotista e allenatore di pallanuoto sovietico, dal 1991 russo. Con le calottine di MGU Mosca e di CSKA Mosca vinse nove campionati sovietici, due Coppe dei Campioni, due Supercoppe LEN ed una Coppa delle Coppe.

## Palmarès

### Allenatore
- LEN Euro League Women: 2

Kinef Kiriši: 2017, 2018
- Supercoppa LEN: 1

Kinef Kiriši: 2017